# Johann Michael Holder
Johann Michael Holder (* 18. Januar 1796 in Hildrizhausen; † 21. März 1861 in Stuttgart) war ein württembergischer auf Miniaturen spezialisierter Porträtmaler und Fotograf, der in Stuttgart arbeitete.

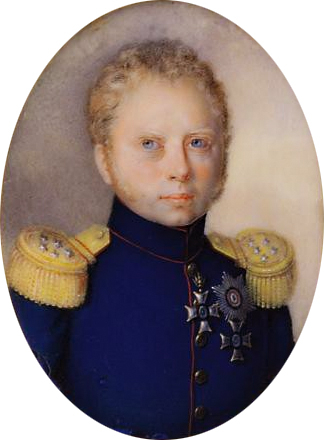
Kinderbildnis von Wilhelm von Württemberg, 1818

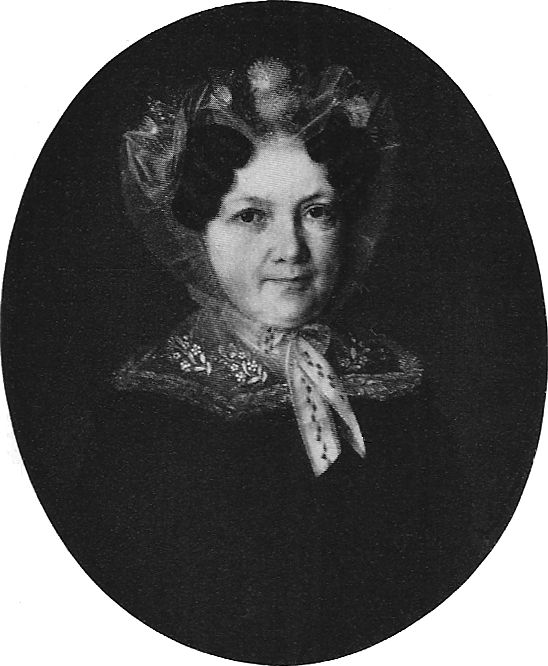
Luise Katharina Vellnagel geb. Sick (Elfenbeinminiatur, ca. 1825)

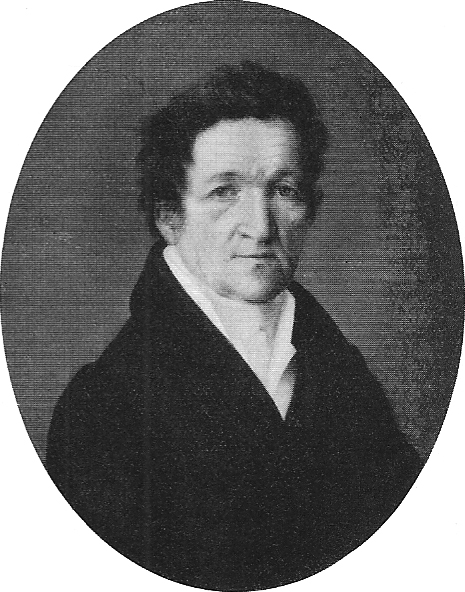
Christian von Vellnagel (Elfenbeinminiatur, ca. 1825)

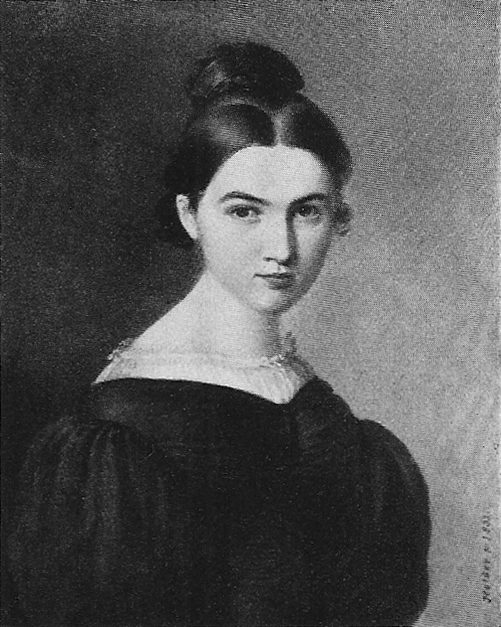
Friedericke Hofmann (Elfenbeinminiatur, 1833)

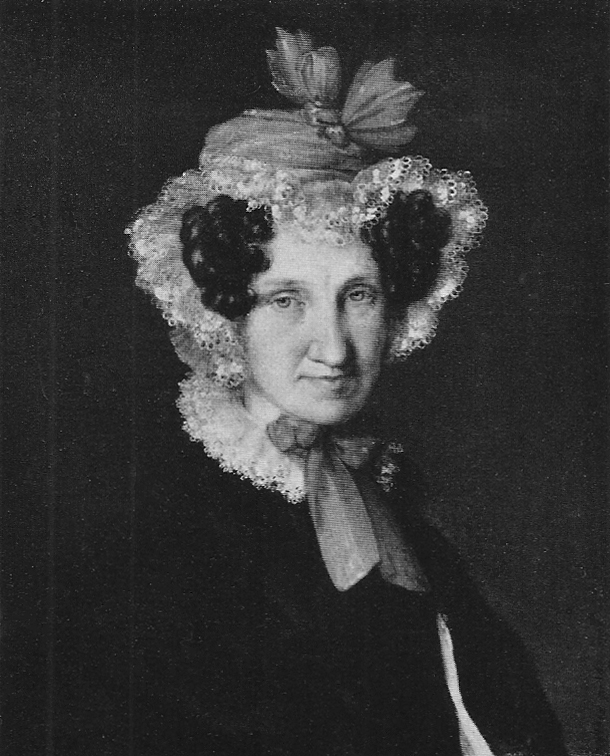
Sophie Keller geb. Doertenbach (Elfenbeinminiatur, 1834)

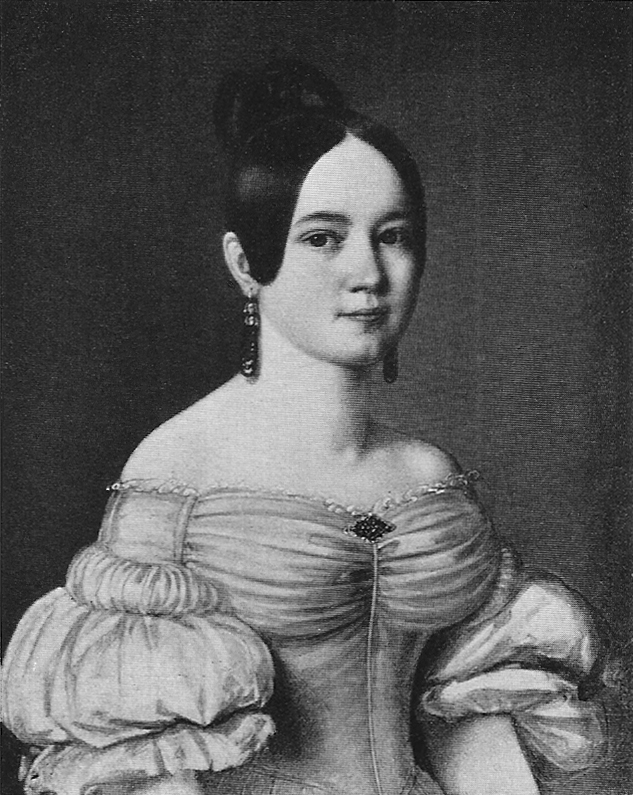
Amalie Vellnagel geb. Meurer (Elfenbeinminiatur, 1836)

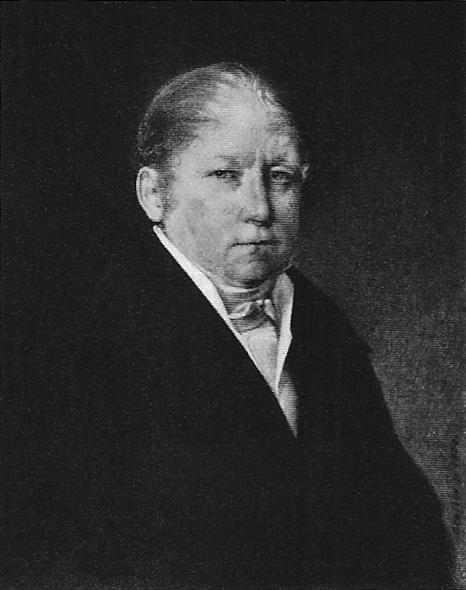
Christian Binder (Elfenbeinminiatur, 1838)

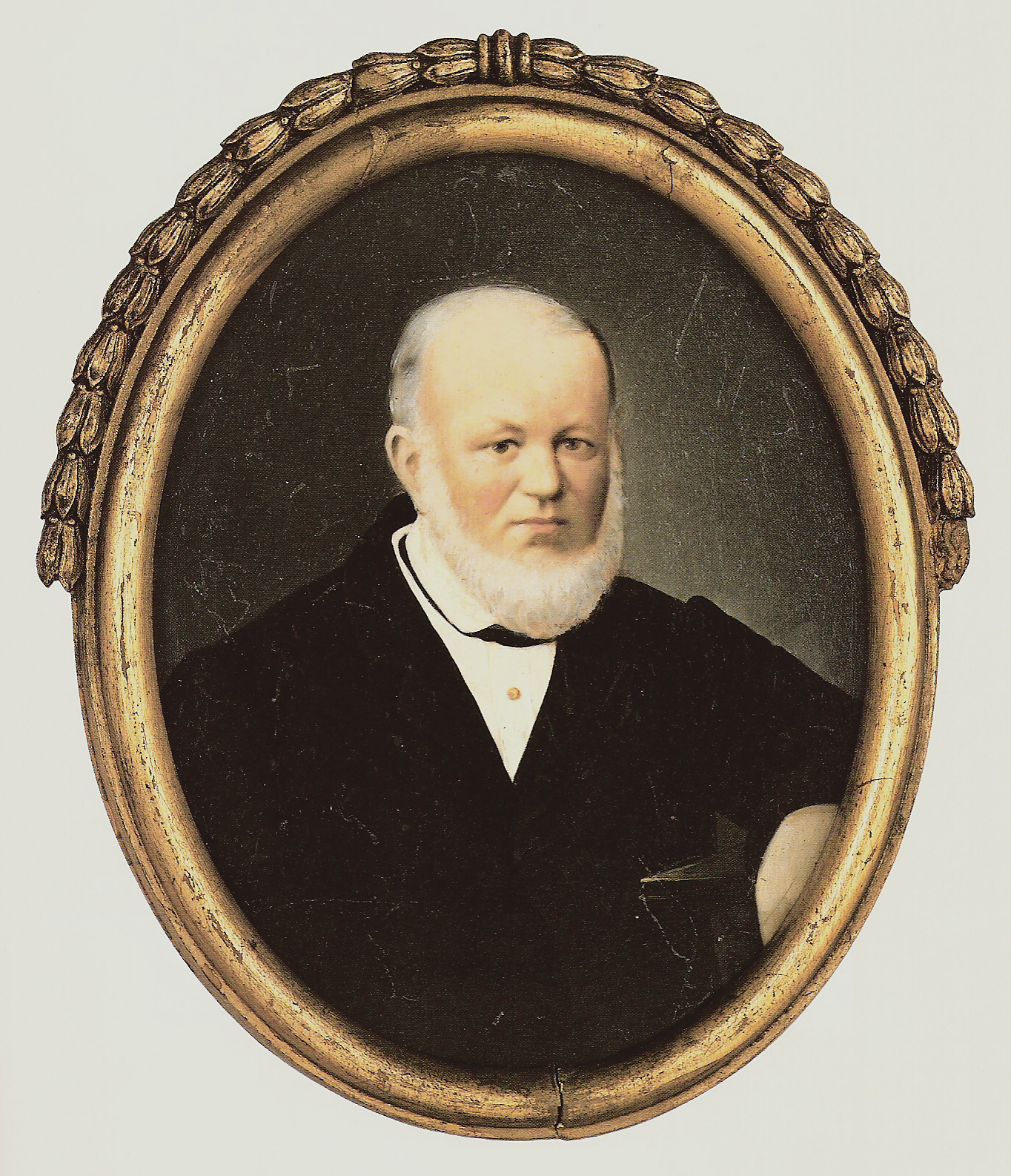
Johann Jakob Moessner (Öl auf Zinkblech, 1840er Jahre)

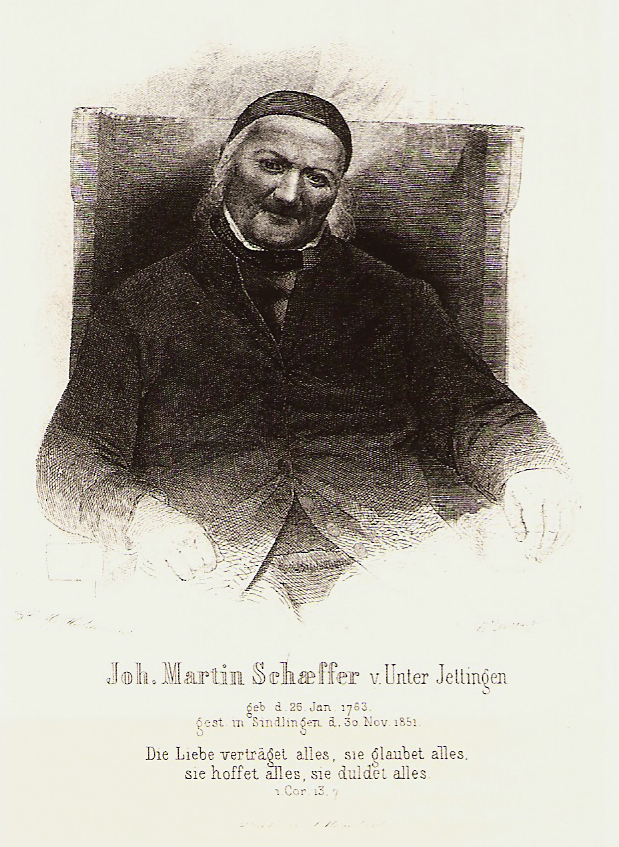
Johann Martin Schaeffer (Stahlstich nach einer Daguerreotypie, ca. 1850)

## Leben

### Maler
Johann Michael Holder war ein Sohn des wohlhabenden Landmüllers aus Hildrizhausen, Johann Friedrich Holder, und dessen Frau Maria geb. Heldmajer. Er war ursprünglich Volksschullehrer. Als Autodidakt brachte er sich die Malerei bei, wobei er mit unermüdlichem Fleiß gegen die technischen Schwierigkeiten ankämpfte. Seine ersten bekannten Porträts stammen aus dem Jahre 1818 und „sind noch derb, in den Farben unfreudig und trocken“. Hinzu kam, dass aufgrund mangelnder Erfahrung sie schnell alterten, wie er später selbst konstatierte. Trotzdem wurde er „von Stadt zu Stadt empfohlen“ und erhielt viele Aufträge. Innerhalb eines Jahres verdiente er so viel, dass er sich eine weiterführende künstlerische Ausbildung in Stuttgart leisten konnte.
Nachdem Johann Heinrich Dannecker seine Ausbildung abgelehnt hatte, wurde er Schüler von Philipp Friedrich Hetsch. Innerhalb kurzer Zeit eignete er sich „eine außerordentlich feine Technik und bis ins kleinste gehende Ausführungsweise mit einer sauberen Kleinmodellierung und einem hauchzarten Vertreiben der Farben“ an. Anschließend ging Holder nach Dresden und später nach München, um dort berühmte Gemälde zu studieren, indem er sie kopierte. In München wurde er dabei besonders von Johann Georg Dillis unterstützt. Nach dieser Ausbildungsphase kehrte er nach Stuttgart zurück, wo er bis zu seinem Tod arbeitete. Seit dieser Zeit benutzte er helle und leuchtende Farben, ein helles Karmin und frisches Blau kehren immer wieder. Holder stellte sich damals von großformatigen Porträts auf Miniaturen um.
Holder strebte nach einer möglichst genauen Wiedergabe der porträtierten Person und erfand ein Verfahren, das ihm dies erleichtern sollte. Mithilfe eines Rahmengestells nahm er einen Bildausschnitt und mit einem Vergrößerungsspiegel prüfte er die Miniatur auf die Übereinstimmung mit dem Objekt. Der Einfluss dieser Methode war nicht zu verkennen. Holder erreichte dadurch eine „kaum zu übertreffende Gewissenhaftigkeit im kleinen“, aber trotzdem sind seine Bilder „frisch und lebenswahr, verlieren sich nicht in Kleinigkeiten“. So wurde Holder zum angesehensten Miniaturisten dieser Zeit in Württemberg und bekam zahlreiche Aufträge. Im Jahr 1824/25 (vom/bis zum 11. November) malte er 79 Miniaturen, wofür er 2525 fl erhielt, für damalige Verhältnisse eine außerordentliche Summe.

Der Erfolg zwang ihn, seinen jüngeren Bruder Gottlieb (* 1806 in Hildrizhausen; † 1845 in Rastatt) um Hilfe zu bitten. Dieser arbeitete mit Johann Michael in den Jahren 1827–1839 zusammen, indem er Wiederholungen und auch selbständig Miniaturen fertigte, denen dann der ältere Bruder den letzten Schliff verlieh. Manche Miniaturen malte er völlig selbständig und signierte sie „Holder jun.“.
Seit Anfang der 1830er Jahre malte Holder zunehmend Miniaturbilder in größeren Formaten. Er erfreute sich allgemeiner Anerkennung, ihm wurden viele Ehrungen und Auszeichnungen zuteil. Er bekam auch eine Berufung nach Sankt Petersburg und eine Einladung, seine Werke in London auszustellen. Dank der ständig hohen Auftragszahlen sammelte er sich auch ein ansehnliches Vermögen an. Mit dem Ende der 1830er Jahre erlahmten Holders Kräfte zusehends. Dies war zeitgleich mit dem Bekanntwerden der Daguerreotypie, mit der sich Holder vom Anfang an befasste.

### Maler und Fotograf
Das, was Holder an der Daguerreotypie interessierte und faszinierte, war ihre Fähigkeit zur objektiven Wiedergabe des Objektes. Er hielt sie für ein Dokument und nicht allein für ein aussagekräftiges Porträt. Unbewusst nahm er damit die Kunsttheorie Friedrich Theodor Vischers (1851) vorweg, der Daguerreotypie als Kopie und Nachahmung ansah, als Wahrheit, die zur falschen Wahrheit, d. h. Unwahrheit wird.
Nach einigen Jahren annoncierte Holder trotzdem als Daguerreotypist, zum ersten Mal im Juni 1845. Er malte aber weiterhin Miniaturen und verwendete die Daguerreotypien normalerweise als Vorlage dafür. 1848 stellte er in einer Ausstellung neben seinen Miniaturen auch Daguerreotypien aus.
Während der allgemeinen Industrieausstellung in München 1854 stelle Holder doch allein seine Miniaturen aus, die auf seinen Fotografien beruhten. Dies wurde extra in dem württembergischen Katalog erwähnt. Holder wurde dafür in dieser Ausstellung mit einer Preismünze ausgezeichnet.
Holder experimentierte in den 1850er Jahren auch mit einer anderen fotografischen Technik – der Pannotypie. 1857 war er mit den Ergebnissen so zufrieden, dass er Werbeanzeigen speziell dieser Technik widmete und ankündigte, sich ab sofort ausschließlich „mit diesem Zweig der Photographie zu befassen“. Er lobte die Pannotypie wegen ihrer Zartheit und Naturähnlichkeit, dabei war sie billiger als die Daguerreotypie.
Holder war ein nicht nur erfolgreicher, sondern auch ein außerordentlich produktiver Künstler. Nach eigener Aufzählung malte er etwa 2300 Miniaturen, ohne andere Kategorien mitzuzählen. Holders letztes Atelier befand sich in der Tübinger Str. 7. Mit 64 musste sich Holder verbraucht gefühlt haben, da er seine Tätigkeit beendete und das Atelier zum 1. November 1859 an German Wolf abtrat. Bereits knapp anderthalb Jahre später ist Johann Michael Holder im Alter von 65 gestorben.

## Kritik
Holder gestaltet in seinen Bildern den Geist der Zeit genauso wie Stirnbrand, dem er sehr nahesteht. In der Gleichartigkeit der Anordnung zeigen sich aber die Grenzen seiner Gestaltungskraft. Seine Miniaturmalerei ist außerordentlich sorgfältig; die Details, etwa der Frauenkleidung und der üppigen Frisuren, werden von ihm auf eine wundervolle Weise wiedergegeben: haarfein, aber bis ins Kleinste belebt. Seine Versuche im größeren Format wirken dagegen etwas geleckt. Zu seinen schönsten Arbeiten der 1820er Jahre gehören die Porträts einiger alter Frauen, deren reiche Kleidung ihm „Gelegenheit zu kostbarer und bunter Feinmalerei“ gab. Die Darstellungsweise und auch die Anordnung ist aber zu übereinstimmend, um nicht in die Treue und Schärfe der individuellen Charakterisierung und Abstimmung leise Zweifel setzen zu müssen. Die Männerbildnisse wirken aufgrund der schmucklosen Kleidung gleichartiger, doch die Gesichter sind immer kraftvoll dargestellt, was Holders Vermögen schärfster Charakterisierung deutlicher beweist als in den Frauenbildnissen. Die zarten Gesichter junger Mädchen waren eine heiklere Aufgabe; bei der Einfachheit der Mädchenkleidung konnte der Maler seine Kunstfertigkeit nicht so entfalten. Auch zeigt sich hier das lieblich süßliche Ideal der Zeit gelegentlich allzu gebieterisch. Dennoch sind zahlreiche Bildnisse junger Frauen ausnehmend glücklich und schön ausgefallen.
Der farbige Reichtum steigerte sich oft noch in den 1830er Jahren. In der etwas größeren und sehr vornehmen Elfenbeinminiatur der Sophie Keller erreichte er „in der edelsteinartigen, aber dennoch sehr diskreten Leuchtkraft und in dem Zusammenklang der feinen Farben [...] das Höchste im Schaffen des Miniaturisten“. Die Bildnisse seiner Eltern, die als schlichte Bilder ohne jeder repräsentativen Absicht entstanden, „sind seelisch die gelungensten des Malers“, hier wird neben dem künstlerischen Geschmack, der Technik und Objektivität des Malers auch sein inneres Verhältnis zu den Porträtierten sichtbar. In 1830er Jahren steigerte sich auch die biedermeierliche Freude an seinem Vielerlei und brachte einen kleinbürgerlichen Zug mit sich. „Doch daneben zeigt sich eine leichte, feine Neigung zu wohlwollend humoristischer Charakteristik, namentlich in den Köpfen alter Herrschaften, die ihm besonders gut gelingen.“

## Bekannte Werke (Auswahl)

### Malerei
- 1818 König Friedrich von Württemberg
- 1818 König Wilhelm von Württemberg
- 1823 Luise Doertenbach geb. Zahn mit ihrem Sohn Martin auf dem Schoss [Gattin des Großkaufmanns Johann Georg Doertenbach]
- ca. 1823 Heinrich Jäger [Finanzrat] (Elfenbeinminiatur 90 × 72 mm)
- ca. 1823 Friedericke Jäger geb. Feuerlein [Gattin Heinrich Jägers]
- 1824 Wilhelm Hauff
- ca. 1825 Heinrich Lotter [Kaufmann] (großformatig)
- ca. 1825 Luise Katharina Vellnagel geb. Sick [Gattin des Kaufmanns Johann Ferdinand Vellnagel] (Elfenbeinminiatur 85 × 70 mm)
- ca. 1825 Christiane Uber geb. Schraishoun [Gattin des angesehenen Hofflaschners Johann Heinrich Uber]
- ca. 1825 Christian von Vellnagel [Staatssekretär, Oberhofratspräsident] (Elfenbeinminiatur 72 × 57 mm)
- 1828 Albert Knapp [Pfarrer] (Elfenbeinminiatur 76 × 62 mm)
- ca. 1829 Friedericke Gärttner geb. Autenrieth [Gattin des Ministers Karl von Gärttner]
- ca. 1829 Elisabeth Erhard geb. Grammont [Gattin des Buchhändlers Heinrich Erhard]
- nach 1830 Pauline Autenrieth [Tochter des Kanzlers Ferdinand Autenrieth]
- nach 1830 Mathilde Schöllkopf
- 1832 Johann Friedrich Holder [der Vater]
- 1832 Maria Holder geb. Heldmajer [die Mutter]
- 1833 Friedericke Hofmann [Braut von Christian Märklin] (Elfenbeinminiatur 100 × 79 mm)
- 1834 Sophie Keller geb. Doertenbach [Kaufmannsgattin] (Elfenbeinminiatur 140 × 110 mm)
- 1836 Amalie Vellnagel geb. Meurer [Gattin des Bankiers Vellnagel] (Elfenbeinminiatur 90 × 72 mm)
- 1838 Christian Binder [Hofrat, Numismatiker] (Elfenbeinminiatur 105 × 84 mm)
- 1838 Wilhelmine Binder geb. Brodhag [Gattin von Christian Binder]
- Heinrich Boley [Obertribunalpräsident]
- Auguste Boley geb. Korn [Gattin von Heinrich Boley]
- Wilhelm Camerer [Prälat]
- Elisabeth Wilhelmine Camerer geb. Bossert [Gattin von Wilhelm Camerer]
- August Ludwig Reyscher [Staatsrechtler]
- August Wilhelm Goeriz [Staatsrat]
- nach 1840 Amalie von Stubenrauch [Schauspielerin]
- 1840er Johann Jakob Moessner (1784–1844), [königlicher Kammerdiener und Verwalter des Katharinenstiftes in Stuttgart] (Öl-Miniatur auf Zinkblech, 187 × 150 mm, mit Rahmen 220 × 185 mm)
- Johann Martin Schaeffer aus Unterjettingen (1763–1851) (Stahlstich nach einer Daguerreotypie, 282 × 188 mm, Württembergische Landesbibliothek)